# Cmentarz żydowski w Stalowej Woli
Cmentarz żydowski w Stalowej Woli – kirkut mieści się w dzielnicy Rozwadów, przy torach kolejowych. Został założony w XIX wieku. W czasie okupacji został zniszczony przez nazistów. Niemcy użyli macew do utwardzania rynku w Rozwadowie. Obecnie nie ma na nim nagrobków.